# Hermandad de la Estrella (Sevilla)

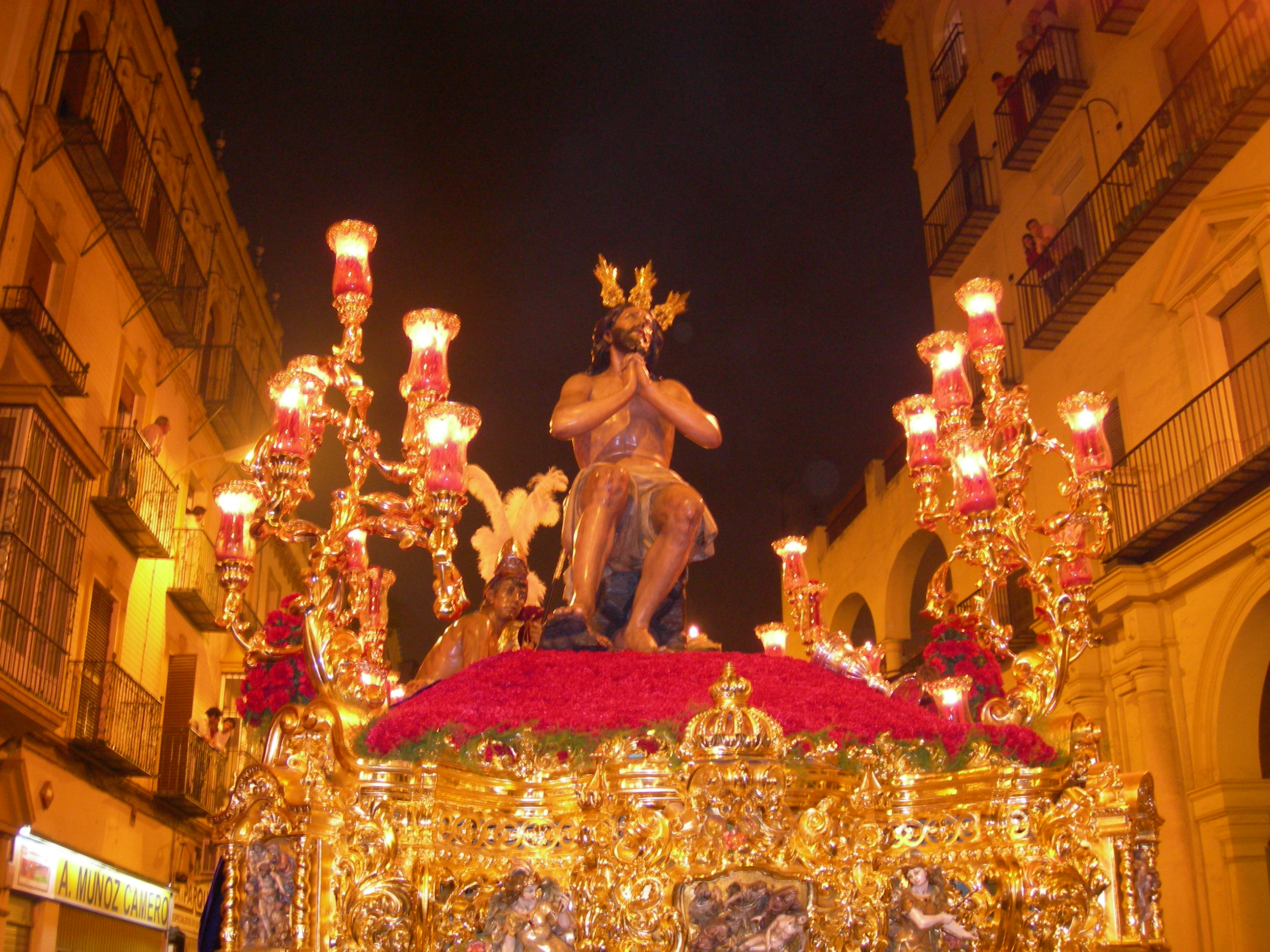
Jesús de las Penas.

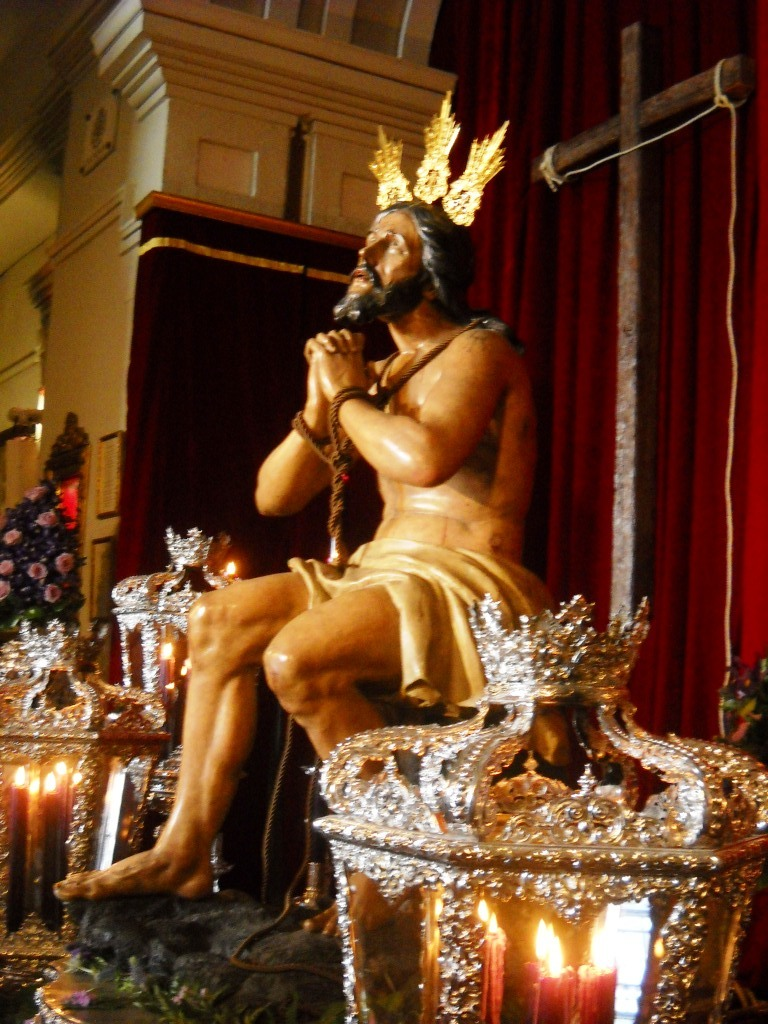
El Jesús de las Penas en su templo durante un besamanos.

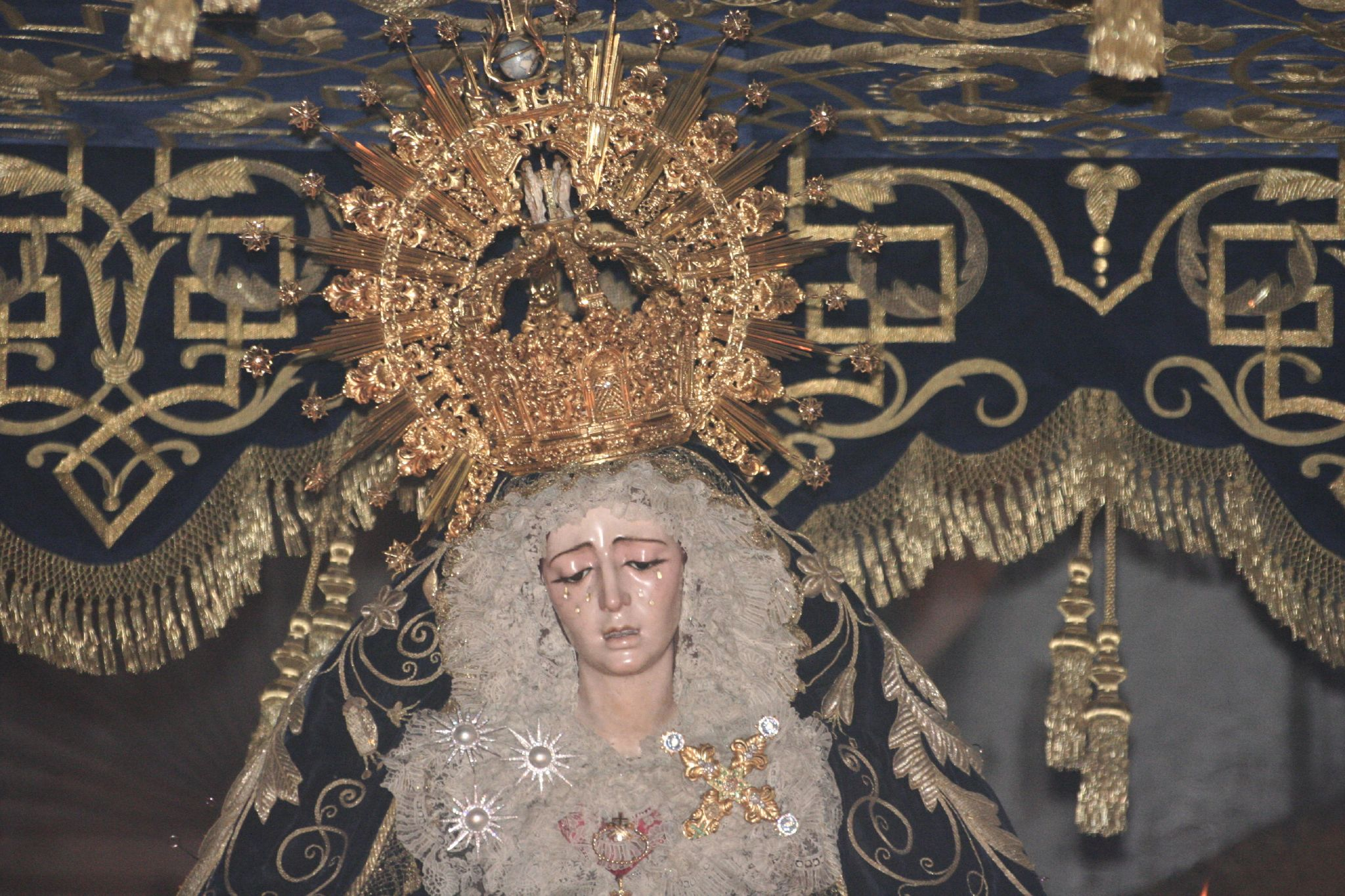
Virgen de la Estrella Coronada.

La Hermandad de la Estrella es una cofradía que procesiona en la Semana Santa de Sevilla, Andalucía, España. Fue fundada en 1560 en Triana, desde donde realiza estación de penitencia a la catedral de Sevilla cada Domingo de Ramos. Es la primera cofradía en pasar por las calles de Triana en Semana Santa y la que participa con el mayor número de nazarenos del Domingo de Ramos , seguida muy de cerca por la Hermandad de la Paz .
El nombre completo es Pontificia, Real, Ilustre y Fervorosa Hermandad Sacramental y Cofradía de Nazarenos de Nuestro Padre Jesús de las Penas, María Santísima de la Estrella Coronada, Triunfo del Santo Lignum Crucis, San Francisco de Paula y Santas Justa y Rufina.

## Historia

### Orígenes y primeros pasos
La Hermandad de Nuestra Señora de la Estrella fue fundada en 1560 por marineros y personas dedicadas a las labores de mantenimiento de los barcos en el puerto. Las reglas fueron aprobadas el 24 de diciembre de 1567.
Tenía su sede en el convento de Nuestra Señora de la Victoria, en Triana. Este convento era de la Orden de Mínimos de San Francisco de Paula. En 1570 los frailes le cedieron a la hermandad un terreno junto a su iglesia para construir una capilla donde rendir culto a las sagradas imágenes. En el 1600, la Hermandad la Estrella se unió a la de San Francisco de Paula.
En 1644 Diego de Granado y Mosquera fundó en la capilla del hospital de Nuestra Señora de la Candelaria, en Triana, la Hermandad de las Penas de Cristo Nuestro Señor, Triunfo de la Cruz y Amparo de María Santísima.
Los hermanos de las Penas, en cabildo general celebrado el 17 de junio de 1674, acordaron su unión con los de la Estrella que la aceptaron en el cabildo del 21 de junio de ese mismo año. Así, el 15 de julio de 1674, las hermandades se fusionan oficialmente y se acuerda la escritura de nuevas reglas. La hermandad resultante se titularía: Nuestra Señora de la Estrella, Santo Cristo de las Penas, Triunfo del Santo Lignum Crucis y San Francisco de Paula.
La sede de la hermandad se situó en la capilla del convento de la Victoria. Hacía estación de penitencia a la real parroquia de Santa Ana con tres pasos: el del Señor de las Penas, el de María Santísima de la Estrella y el del Triunfo de la Cruz.

### Desde elsigloXIXhasta nuestros días

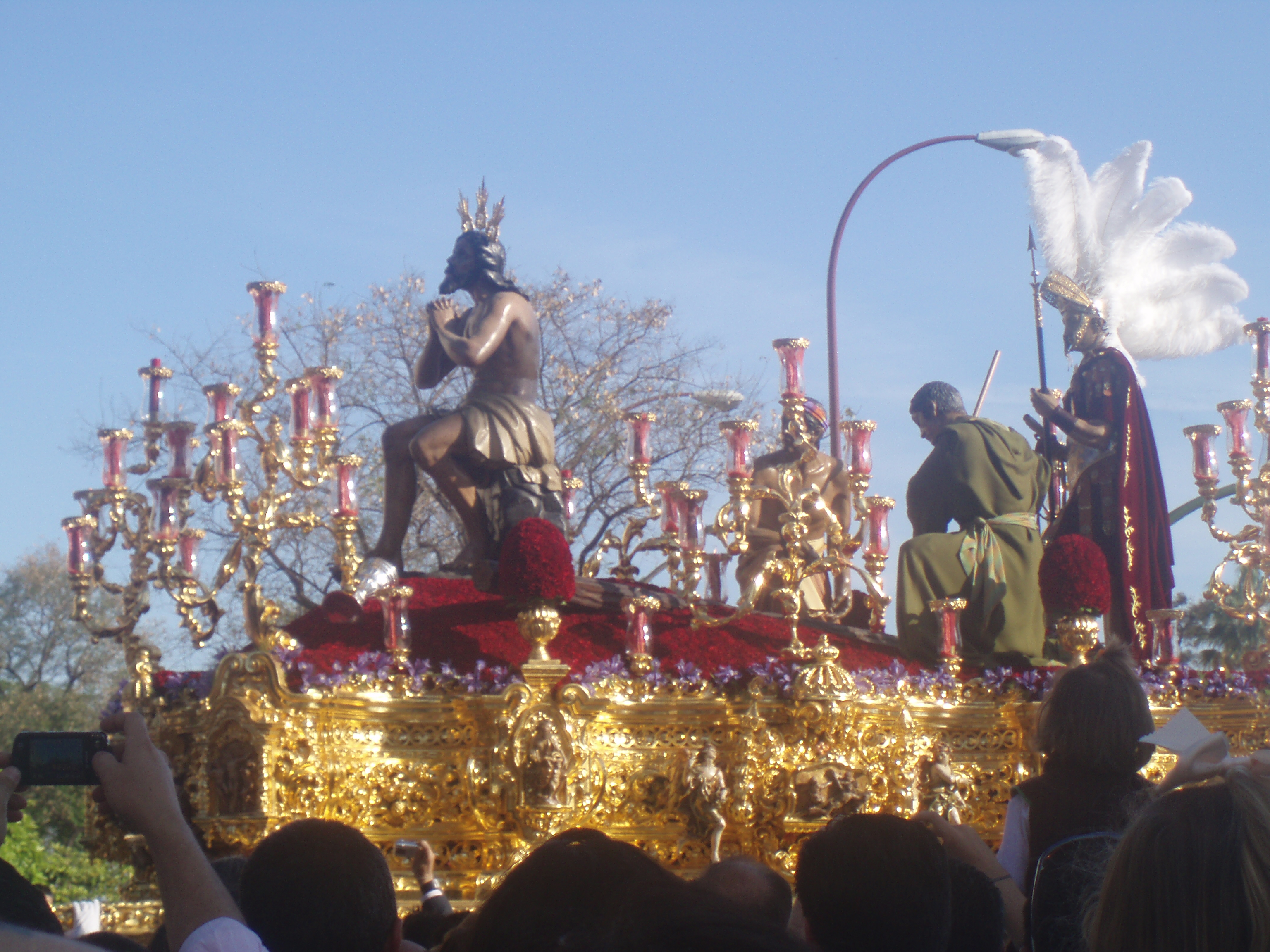
Paso del Jesús de las Penas.

A principios del siglo XIX el gremio de los alfareros ya estaba integrado en la cofradía, a pesar de que la ley de 1783 prohibía el carácter gremial de las hermandades. En 1809 José I Bonaparte decretó la supresión de las órdenes religiosas y la exclaustración de los conventos. En 1810, con la invasión francesa de Sevilla, el convento fue exclaustrado. Tras estos sucesos el convento y la capilla de la hermandad quedaron muy deteriorados y la hermandad tuvo que trasladar su sede a una capilla del interior de la iglesia conventual.
Tras esto, la hermandad decayó y casi llegó a extinción. En 1835 se produjo la desamortización de Mendizábal. La hermandad se trasladó a la iglesia del convento de San Jacinto, de los dominicos, también desamortizado. En septiembre de 1851 volvieron a realizarse los cultos y la solemne procesión de las patronas, así como el quinario al Cristo de las Penas.
A causa de la Revolución de 1868, el destronamiento de Isabel II, el reinado de Amadeo I y la instauración de la Primera República, se produce una disminución considerable de la actividad de los cofrades de la hermandad.
Reparado el templo de San Jacinto y abierto de nuevo al culto 1878, se logra resurgir la antigua devoción a los titulares. Las nuevas reglas fueron aprobadas en 1891 por el arzobispo de Sevilla, Benedicto Sanz y Forés.
Desde 1891 la cofradía continuó realizando su estación de penitencia desde el convento de San Jacinto en la tarde del Domingo de Ramos, siendo la única que la efectuara en 1932, el Jueves Santo, sufriendo varios atentados en su recorrido, donde se ganó el sobrenombre de la Valiente.
En 1966 la iglesia de San Jacinto recibe la categoría de parroquia y, por decreto del arzobispado de ese mismo año, la hermandad adquiere el carácter de sacramental.
La Virgen de la Estrella fue coronada canónicamente el día 31 de octubre de 1999 en el marco del I Congreso Internacional de Hermandades y Religiosidad Popular. Ante la Virgen bailaron los seises.
En el año 2010 celebró el 450º aniversario de su fundación (1560-2010) con un amplio programa de actos y cultos que comprendían desde la elección de un logotipo conmemorativo (a través de un concurso abierto que se falló a favor de un proyecto portugués) hasta la celebración de cultos extraordinarios pasando por exposiciones, conferencias, conciertos o encuentros, y culminando con la solemne misa estacional y posterior salida extraordinaria bajo palio de la Virgen de la Estrella por las calles de Triana el 12 de junio de 2010.
Desde el año 2011 es madrina de la Hermandad de Pasión y Muerte, que se estrenó como hermandad de penitencia el Viernes de Dolores de la Semana Santa del 2011, abriendo el cortejo ese mismo año, con su cruz de guía.
Al igual que otras cofradías sevillanas, da donaciones y realiza labores de beneficencia.

### La Valiente
La Hermandad de la Estrella es conocida como la Valiente por haber hecho estación de penitencia el Jueves Santo de 1932. En esa Semana Santa el resto de cofradías decidieron no procesionar , debido a los problemas políticos y sociales que habían, aunque la Estrella sí tuvo el apoyo de dichos problemas.
Mucha gente se agolpaba ese Jueves Santo en la puerta del templo de San Jacinto, donde residía la hermandad. Las crónicas de ABC narraron lo siguiente:

En verdadero triunfo repitiéndose las ovaciones en las calles trianeras, recorrió la cofradía el populoso barrio. Una gran muchedumbre se mezcló entre las filas de nazarenos y siguió el paso de la Virgen, cerrando marcha.

Toda Sevilla acompañó a la Estrella durante el recorrido, en el que sufrió dos atentados: uno, al entrar en la calle Velázquez, la caída de una bomba "imperfecta", que resultó ser una perilla de cama de forma cilíndrica, y el otro los disparos hacia la Virgen en la calle Rioja y la calle Tetuán y a las puertas de la catedral por un miembro de CNT, Emiliano González Sánchez, aunque ninguno llegó a impactar en la imagen.
La Niña de la Alfalfa que tenía gran devoción por la Virgen  de la Estrella le cantó la siguiente saeta ese día:

Se ha dicho en el banco azul
que España ya no es cristiana
y aunque sea republicana
aquí quien manda eres tú,
Estrella de la mañana.

No hizo su estación de penitencia en el año 1933 pero sí en los años finales de la República a modo de reconocimiento pese a las dificultades económicas y las amenazas a la seguridad.

## Jesús de las Penas

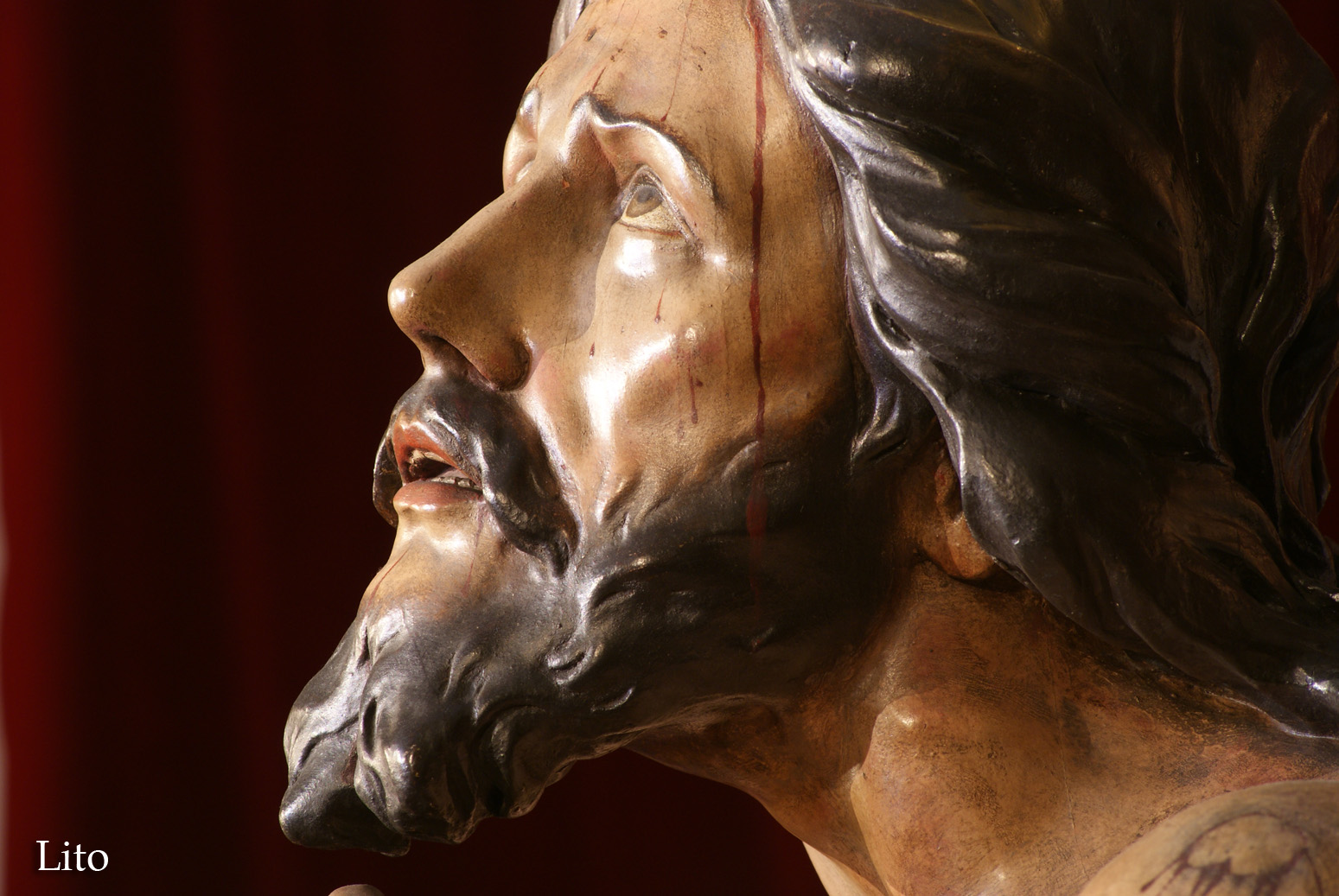
Jesús de las Penas.

El paso de Cristo está representando a Jesús sentado con las manos juntas, rezándole a Dios, dos sayones que preparan la crucifixión y un soldado romano. El Señor fue tallado por José de Arce en 1655. Los sayones y el soldado del paso de Cristo son de 1952, esculpidos por Antonio Castillo Lastrucci. El paso es neobarroco y dorado, siendo iluminado por candelabros de guardabrisas. Fue tallado en 1980, siendo labrado en madera de Flandes. El Señor lleva potencias de oro y pedrería. La fecha de hechura de Nuestro Padre Jesús de las Penas se descubrió en 1997 en el Instituto Andaluz del Patrimonio Histórico cuando se localizó un documento dentro de la imagen, en el que se leía lo siguiente:

Enla çiudad de Seuilla Año demill y feisçientos y cincuenta y çinco; gouernando la silla Apoftolica nueftro muy Santo Padre Alexandro feptimo defte nombre, y afimismo, Reynando en efpaña nueftro catholico Monarcha Philipo quarto de efte nombre; hizo efte Sancritsimo Chrifto d las penas, Joseph de Arze, de nación Flamenco parauna cofradía del titulo de las penas de Chrifto nueftro Señor, y triunpho de la Cruz, que Iafundo en Triana Diego Granado y Mosquera elaño de 1644

En cuanto al acompañamiento musical, el Señor de las Penas, procesiona con la Banda de Cornetas y Tambores de Ntra. Sra. del Rosario de Cádiz.

## Virgen de la Estrella

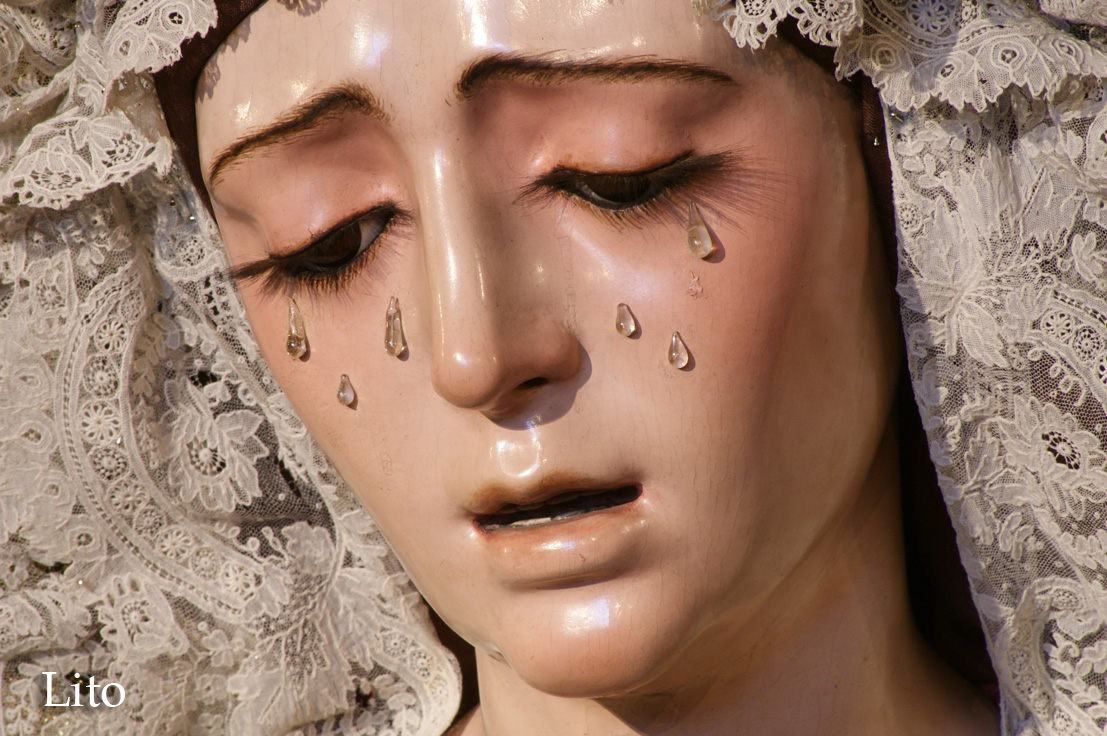
Virgen de la Estrella.

En el paso de palio se ve a la Virgen de la Estrella Coronada conocida como la Valiente .  Había sido atribuida al escultor Juan Martínez Montañés y data del siglo XVII. Tras la restauración realizada a la imagen en 2010, el Instituto Andaluz de Patrimonio Histórico (IAPH) confirma y la atribuye a la producción del taller artístico del matrimonio constituido por los escultores barrocos andaluces Luisa Ignacia Roldán "la Roldana" (1652-1706) y Luis Antonio de los Arcos (1652-1711), siendo descartada la autoría de Montañés. Lleva corona de oro con la que fue coronada en 1999 por Carlos Amigo Vallejo. En 1999 el paso estrenó los faldones con los que todavía sigue procesionando. 
Posee dos palios, ambos de terciopelo azul con bordados en oro. Uno de ellos es obra de Josefa Rodríguez Ojeda bajo diseño de su hermano, Juan Manuel, para la Virgen de la Macarena que desde 1909 es de la Estrella, saliendo con él por primera vez en 1910. El otro, que fue aprobado en 1994 por el Cabildo General, fue diseñado por Antonio Garduño y es obra de Fernández y Enríquez. El segundo se estrenó en 1996. 
El manto perteneció a la Hermandad del Gran Poder. Está bordado en oro sobre terciopelo azul, siendo obra de Consolación Sánchez de 1892.
Lleva en su mano, durante la procesión, el relicario del Lignum Crucis. El relicario fue realizado por Marmolejo Camargo en 1959.
La banda que acompaña a la hermandad es la Sociedad Filarmónica Nuestra Señora de la Oliva, de Salteras (Sevilla).

## Sedes
- Convento de la Victoria:

Desde su fundación hasta 1570. Fue cedido por los frailes mínimos.
- Capilla aneja al convento de la Victoria:

Desde 1570 a 1835. Los frailes citados anteriormente le ceden un solar anexo al convento de la Victoria para que se construyesen su propia capilla, cosa que la hermandad hizo gracias a donaciones de fieles.
- Iglesia de San Jacinto:

Desde 1835 a 1976. Por la desamortización de Mendizábal, en 1835, se trasladó a la iglesia de San Jacinto. En esta iglesia también tuvieron su sede otras hermandades trianeras.
- Capilla de la Estrella:

En 1962 la hermandad adquirió un inmueble en la calle San Jacinto, en la que construyó su casa hermandad en 1963.
La hermandad convirtió este inmueble en su capilla. Esta fue construida por el arquitecto Antonio Delgado Roig entre 1973 y 1976. Fue bendecida el Sábado de Pasión de 1976 por el cardenal-arzobispo  José María Bueno Monreal. El Domingo de Ramos, la hermandad salió por última vez de la parroquia de San Jacinto para entrar en su nueva sede. Se hicieron reformas y ampliaciones de la actual sede en 1982, 1988 y entre 2019 y 2021.
|                                       |
| Iglesia de San Jacinto (1835 - 1976). |

|                                           |
| Capilla de la Estrella (1976 - presente). |

## Túnicas y otros elementos

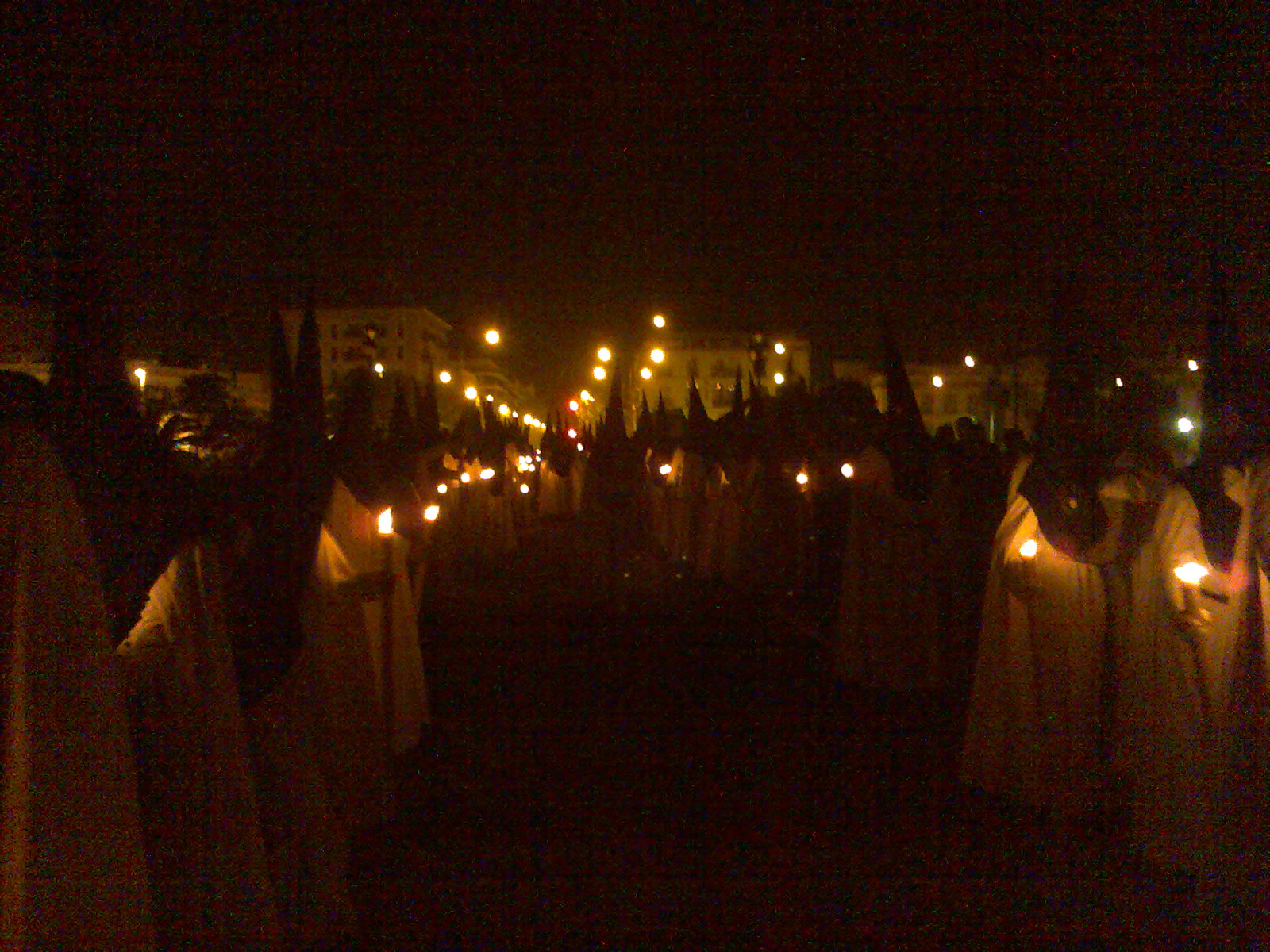
Los nazarenos de la hermandad a la vuelta por el Puente de Triana.

En el paso de Cristo los nazarenos llevan túnica y capa de lienzo blanco con antifaz y cíngulo de terciopelo morado, así como los botones del mismo color. En el paso de Virgen solo cambian el antifaz, cíngulo y botonadura que, en vez de ser morados, son de terciopelo azul.
Todos los nazarenos deben llevar calcetines blancos con zapatos negros, o en su defecto solo calcetines o descalzo.
Los nazarenos portan cera de color blanca salvo en los últimos tramos del Señor de las Penas que es cera morada y en el cortejo de la Virgen de la Estrella es de color azulado.

## Acompañamiento Musical
MISTERIO: Banda de Cornetas y Tambores Ntra. Sra. del Rosario Coronada (Cádiz).
VIRGEN: Sociedad Filarmónica Ntra. Sra. de la Oliva (Salteras).

## Paso por la carrera oficial
| Predecesor: La Amargura | Orden de entrada en la carrera oficial (Domingo de Ramos) 8º lugar | Sucesor: El Amor |